# یک سر پر از رؤیا (ترانه)
«یک سر پر از رویا» آهنگی از گروه کلدپلی است. این آهنگ به عنوان اولین آهنگ و چهارمین تک آهنگ گروه در آلبوم به
 همین نام شناخته می‌شود.

## چارت ها
| Chart (2015–17)                                     | Peak موقعیت |
| --------------------------------------------------- | ----------- |
| بلژیک (اولتراتیپ فلاندرز)                           | ۲           |
| بلژیک (اولتراتاپ ۵۰ والونی)                         | ۱۴          |
| فرانسه (اس‌ان‌ئی‌پی)                                   | ۱۵۶         |
| ایسلند (RÚV)                                        | ۲           |
| ایتالیا ( FIMI )                                    | ۵۸          |
| ۶۰                                                  |             |
| اسلواکی (رادیو – ۱۰۰ آهنگ برتر)                     | ۳۲          |
| اسپانیا (پروموزیک)                                  | ۴۵          |
| تک‌آهنگ‌های بریتانیا (اوسی‌سی)                         | ۱۷۳         |
| ترانه‌های داغ راک و آلترناتیو ایالات متحده (بیلبورد) | ۲۶          |